# Костенец (село)
Вижте пояснителната страница за други значения на Костенец.
Ко̀стенец е село в Югозападна България, община Костенец, Софийска област. С население 3570 души по настоящ адрес (15.03.2017 г.) с. Костенец е сред големите села в България.

## География
Селото се намира в подножието на Рила, на 74 km югоизточно от София, на около 6 km южно от град Костенец и на 35 km източно от Боровец. Надморската височина варира от 650 m в северната до 725 m в южната част. Непосредствената близост до паневропейски транспортен коридор 8 с железопътната линия София – Пловдив, както и автомагистрала Тракия, са добри предпоставки за развитието на туризма. Характерни за района са хипертермалните минерални извори с температура 46 – 73 °C и дебит около 12 l/s. Те са слабо радиоктивни и съдържат натрий, флуор, хидрокарбонати и сулфати.

## История
Предполага се, че местността първоначално е заселена от тракийското племе беси около 2 века пр. н. е. Населеното място е първото на територията на днешната община Костенец. При направените археологически проучвания на хълма „Горна черква“ на запад от селото са намерени останки от стара крепост. Разкрити са и очертания на християнска трикорабна базилика от V век. Намерени са стари кюпове за вода и храна, римски, византийски и старобългарски монети.
Името Костенец е възникнало по-късно. Според преданието то идва от костите, с които е било осеяно полето след многобройните битки. След построяването на крепостта в Костенец римляните прокарали път от крепостта Гиген на Дунав до Солун. Открити са останки от стар калдъръмен път от курорта Вили Костенец, водещ към Помоченица, за който не е установено кога е бил построен. На около 13 km от село Костенец на 17 август 986 г. е станала известната битка между войските на цар Самуил и тези на византийския император Василий Втори. Местното население нарича мястото на битката Царево падало.
В миналото традиционни занаяти в Костенец са арабаджийството (кираджийството) и ножарството. През 1882 година е създадено Арабаджийско дружество, а през 1885 година – еснафско сдружение на шивачи и кожухари. През 1899 година е основано читалище „Просвета“.

## Забележителности
Заради лековитите минерални извори до югозападния край на селото местността Вили Костенец (летовище Костенец) е обявена за национален балнеологичен курорт. Разположен е на 835 m н.в. Изпълнява национални програми за рехабилитация и отдих.
На около 3 km югозападно от село Костенец на Стара река, в югозападния край на летовище Костенец се намира Костенският водопад, описан от Иван Вазов в стихосбирката „Какво пее планината“ и пътеписа „Костенец – пътни бележки“.
На 500 m северно от летовище Костенец е местността Черковището, а южно на 1 km – местността Пленщица.
- Църква „Св. Архангел Михаил“ (1857 г.)
- Интериорът на църквата „Св. Архангел Михаил“
- Стенописи от ХІХ век в църквата „Св. Арх. Михаил“
- Вила „Ренесанс“, 1935 г.
- Костенски водопад
- Църква „Успение Богородично“

## Редовни събития
Празник на църквата „Св. Успение Богородично“ в курорта „Вили Костенец“, честван всяка година на 15 август.
Също така редовно събитие е големият събор на Гергьовден. Той се свиква в местността Кръстите. Според стара легенда там били покръстени костенчани.

## Личности
- Константин Костенечки, български средновековен книжовник, роден 1380 г. в село Костенец
- Пантелеймон II Рилски (1819–1887), български духовник, игумен на Рилския манастир
- Генерал-лейтенант НИКОЛА  ГЕОРГИЕВ  СТОЙЧЕВ  - роден 1891 г. Царство България  - Командващ  2-ра Българска армия  - Пловдив  до 13.09.1944 г. -  убит от Червената БКП  сган  на 1.Февруари.1945 г.
- Генерал-майор  АНГЕЛ ГЕОРГИЕВ ДОЦЕВ - роден 1895 г. Царство България  - Командир на 11-та пехотна дивизия и 6-та пехотна Бдинска дивизия до 1946 г. . Уволнен от Червената БКП сган през 1946 г.  Преследван от Комунистическата Държавна Сигурност - ДС  , място и дата на смъртта - неизвестни  .
- Симеон Петковски (р. 1935), генерал - комунист  - агент ДС  ВКР " Пешев " !
- Иван Янков (р. 1925), български офицер, генерал-майор - шумкарин - комунист  !

## Други
На Костенец е наречена улица в София (Карта).

## Галерия
- Изглед към с. Костенец от север
- Разклонът за с. Костенец с част от селото
- Входът на селото
- Народно читалище „Пробуда – 1881 г.“ с библиотека
- Макет на къща в центъра на с. Костенец
- Паметник на загиналите антифашисти (1923 – 1945) от селото
- Село Костенец с Рила през пролетта
- Панорамен изглед към цялото село от вили Костенец